# Aramá
Aramá (Ptilotrigona lurida) (sinónimo: Trigona lurida Friese) é uma abelha meliponídea agressiva com coloração que vai de preta a ferrugínea, e asas amarelas. Seu ninho é largo, algumas vezes comprido, construído nos ocos das árvores, com entrada feita de resina escura. É comum na Amazônia. Possui um odor desagradável. Produz um mel ligeiramente azedo.

## Outros nomes e etimologia
Esta espécie é conhecido popularmente como a abelha-piranha, corta-cabelos, aramá, aramã, borá-boi, borá-cavalo, borá e vorá. "Aramá" procede do tupi aramã. "Borá" e "vorá" procedem do tupi antigo mborá.